# Olsson (släkt från Uggelheden)
Olsson är en släkt som härstammar från Olof Olofsson, Ols Oluf Olofson Kuosmainen (1590 - 1655). Släkten Kuosmainen kom till Sverige från Mälkölä i Mikkeli i södra Savolax. Kuosmainen som släktnamn har sitt ursprung i det grekisk-ortodoxa helgonnamnet "Kosmas". Släkten består i synnerhet av svedjebrukare (skogsfinnar) i Uggelheden i Norra Finnskoga Höljes, i Nordvärmland. Även om släktnamnen försvenskades med patronymikon(-sson) användes 'Kuosmainen' i flera generationer för att markera äganderätten till gårdarna.
Olof Olofsson, Ols Oluf Olofson Kuosmainen (1590 - 1655) kom till Sverige i slutet av 1500-talet och fick 1618 kungligt torpebrev (hertig av Värmland Karl IX) att bosätta sig vid Håvaberget mellan Orsa finnmark och Hälsingland. Detta gav 5-7 skattefria år och frälse som nybyggare att driva sitt svedjebruk. År 1636 flyttade han till Sefaståsen närmare Orebygden.
Sonen Mats övertog hemmanet efter Olof Olofsson, medan de två sönerna Steffen Olsen Kuosmainen (1755 - 1817) och Anders Olsen Kuosmainen (1666 - 1703) sökte sig till norra Värmlands och Hedmarks finnskogar. Steffen kom till Lövhaugen i Grue finnskog i Norge omkring 1647 och flyttade 1683 till Kirkesjöen för att arbeta som uppsyningsman för länsman Arne Grinder. Anders Olsen Kuosmainen kom till Röjden i Södra Finnskoga där han 1658 köpte 1/4 mantal av hemmanet Röjden av Lars Rastoinen.
Under ofreden på 1670-talet var Anders Olsen Kuosmainen anlitad som kunskapsman (spejare / kunskapskarl) tillsammans med Anders Mortensen Liitiäinen ”Anders Liten” i gränstrakterna mot Sverige och gjorde bra insats som kunskapsman i Gyldenlövefejden (1675-1679) som utkämpades vid den svensk-norska gränsen. Anders Olsen Kuosmainen blev frälst från skatt för sitt kunskapande över gränsen. Anders Olsen Kuosmainen hade utsäde på 4 tunnor råg (472 kg), ägde 5 hästar samt 20 stora och 20 små kreatur. Anders Olsen Kuosmainen ska även ha jagat älg och skjutit 17 älgar åt överste Brochenhus.
I början av 1700-talet inflyttade Henrik Olsson Kuosmainen till Uggelheden med sina bröder. Henrik Olsson var en förmögen man, ”en storfinne” som var barnbarn till Anders Olsen Kuosmainen. 
Långt in på 1500-talet fanns i Norra Finnskoga endast en by Höljes, enstaka, längst upp i Värmland som redan i Gustaf I:s jordebok av år 1540 är upptagen som helhemman. Höljes ägde därmed omkring sig ett skogsområde, som omfattade nuvarande Höljes skogar jämte Båtstads, Aspbergets, Uggelhedens och Järplidens vidsträckta skogsmarker, tillsammans omkring 65 000 tunnland.